# Креуса (пьеса)
«Креуса» (др.-греч. Κρέουσα) — трагедия древнегреческого драматурга Софокла (V век до н. э.) на тему, связанную с аттическими мифами, текст которой почти полностью утрачен.
Главная героиня пьесы — афинская царевна Креуса, которая родила от Аполлона сына и бросила его на склоне акрополя. Позже она вышла за Ксуфа, но долго не могла иметь детей. Приехав в Дельфы, чтобы попросить совета у пифии, Креуса узнала, что её сын Ион вырос в храме Аполлона и теперь может вернуться в Афины в качестве нового царя. Сохранились несколько фрагментов трагедии, которые не позволяют понять, каким образом Софокл интерпретировал классический сюжет.
В каталогах упоминается трагедия Софокла «Ион», и это может быть альтернативное название «Креусы».